# Christian Santos
Christian Robert Santos Freire (* 24. März 1988 in Puerto Ordaz) ist ein venezolanisch-deutscher Fußballspieler. 

## Karriere

### Verein
Santos begann seine Karriere in der Jugend des damaligen deutschen Oberligisten SV Lippstadt 08, bevor er im Alter von fünfzehn Jahren zur Jugendabteilung von Arminia Bielefeld wechselte. Am 30. Spieltag der Saison 2006/07, dem 6. Mai 2007, kam Santos zu seinem ersten Einsatz für die zweite Mannschaft von Arminia Bielefeld. Er wurde in der 81. Minute der Partie gegen die Sportfreunde Lotte für Pascal Röber eingewechselt. Seinen größten Erfolg feierte Santos mit der zweiten Mannschaft von Arminia Bielefeld in der Saison 2009/10, als er mit der Mannschaft aus der NRW-Liga in die Regionalliga aufstieg. In der Saison war er bester Torschütze der Arminia mit sechzehn Toren aus dreiunddreißig Spielen und hatte somit großen Anteil am Aufstieg. Jedoch schafften sie es in der nächsten Saison 2010/11 nicht, die Klasse zu halten. 
In der Sommerpause nahm er dann das Angebot von KAS Eupen an und wechselte ablösefrei zum Zweitligisten. Dort wurde er auf Anhieb Stammspieler und mit 15 Treffern in 30 Partien bester Torschütze des Vereins sowie viertbester Torschütze der Liga. Im April 2013 gab der Erstligist SK Beveren die Verpflichtung von Santos zur Saison 2013/14 bekannt. Er unterschrieb einen Zweijahresvertrag bis Ende Juni 2015. Am 13. Juli 2016 unterschrieb er einen Dreijahresvertrag beim spanischen Erstligisten Deportivo Alavés. Dort absolvierte Santos 31 Spiele und konnte insgesamt 5 Treffer verbuchen. Im Sommer 2018 ging es für ihn weiter und er wechselte zu Deportivo La Coruña. In 48 Spielen in der Segunda División konnte Santos insgesamt 9 Mal ein Tor erzielen. Seit 2020 stand der Venezolaner beim VfL Osnabrück unter Vertrag. Dieser hatte eine Laufzeit bis zum 30. Juni 2022. Im Juni 2021 wurde der Vertrag vorzeitig aufgelöst.
Im September 2021 ging Santos zum chilenischen Spitzenreiter CSD Colo-Colo und wurde erstmals gegen CD Palestino für seinen neuen Klub eingewechselt. Im Juni 2022 trennten sich trotz der später noch gewonnenen Meisterschaft die Wege von Verein und Spieler wieder. Es folgten Engagements beim italienischen Drittligisten SS Juve Stabia und beim spanischen Drittligisten Unionistas de Salamanca CF. Im Sommer 2023 wechselte er in seine venezolanische Heimat zum dortigen Erstligisten Universidad Central. Hier war er bis zum Jahresende aktiv und absolvierte acht Partien in der Liga FUTVE. Dann kehrte er nach Spanien zurück und spielte erst für den Drittligisten CD Arenteiro  und momentan steht Santos eine Liga tiefer bei CF Rayo Majadahonda unter Vertrag.

### Nationalmannschaft
Von 2015 bis 2018 absolvierte Santos insgesamt zwölf Partien für die venezolanische A-Nationalmannschaft und erzielte dabei einen Treffer. Dieser fiel bei der 1:3-Niederlage gegen Brasilien in der WM-Qualifikation am 13. Oktober 2015 auswärts in Fortaleza. Außerdem bestritt Santos ein Gruppenspiel bei der Copa América Centenario 2016 gegen Mexiko (1:1) in den USA.

## Erfolge
- Chilenischer Meister: 2022

## Persönliches
Santos wurde in Venezuela geboren und kam im Alter von sechs Jahren mit seiner Familie nach Deutschland, da sein Vater dort eine Anstellung gefunden hatte. Santos hat zudem deutsche Großeltern und besitzt neben der venezolanischen auch die deutsche Staatsangehörigkeit.